# James Frain
Pour les articles homonymes, voir Frain (homonymie).
James Frain est un acteur britannique, né le 14 mars 1968 à Leeds (Yorkshire, Angleterre).

## Biographie

### Jeunesse
James Frain est l'aîné d'une famille de huit enfants. Son père est agent de change et sa mère est enseignante.
Il a grandi en Essex. Il est diplômé en art dramatique de l'université d'East Anglia.
Il est marié depuis 2004.

### Carrière
Il a intégré par la suite la Central School of Speech and Drama de Londres. C'est là-bas qu'il est découvert par Sir Richard Attenborough, qui le dirige dans son film Les Ombres du cœur, en 1993, marquant ainsi ses débuts au cinéma. Il a aussi été dans plusieurs productions de registres différents, Elizabeth en 1998, Hilary et Jackie en 1998, Sunshine en 1999, Titus en 1999, et Où le cœur nous mène en 2000, aux côtés de Natalie Portman.
Dans la saison 4 de 24 heures chrono en 2005, il tient le rôle de Paul Raines ex-époux d'Audrey Raines, qui entretient une liaison avec Jack Bauer. Son rôle, bien que secondaire, constitue une clé dans le dénouement de la saison.
De 2007 à 2009, il tient le rôle de Thomas Cromwell dans la série Les Tudors. Il apparaît en 2009 dans l'épisode 3 de la saison 6 de Grey's Anatomy où il incarne un jeune homme paranoïaque et schizophrène. En 2010, il interprète le rôle de Franklin Mott dans la série True Blood.
James Frain interprète durant la saison 2 de Gotham avec un rôle principal le personnage de Théodore Galavan qui deviendra le Maire de Gotham City, après être parvenu à duper tout le monde. Finalement celui-ci s'avèrera être le Seigneur de l'ordre de Saint Dumas, étant lui même l'héritier de la famille Dumas, et deviendra après sa résurrection par le Professeur Strange son alter égo Azrael.
Il rejoint le casting de la série Star Trek: Discovery, où il interprète le Vulcain Sarek, père de Spock et père adoptif de Michael Burnham, la principale protagoniste de la série.

## Filmographie

### Cinéma
- 1993 : Les Ombres du cœur (Shadowlands) de Richard Attenborough : Peter Whistler
- 1995 : An Awfully Big Adventure de Mike Newell : John Harbour
- 1995 : Nothing Personal de Thaddeus O'Sullivan : Kenny
- 1996 : Loch Ness de Josh Henderson : Adrian Foote
- 1997 : Red Meat d'Allison Burnett (en) : Victor
- 1997 : Robinson Crusoé de Rod Hardy et George Miller : Robert/éditeur de Defoe (non crédité)
- 1998 : What Rats Won't Do d'Alastair Reid : Jack Sullivan
- 1998 : Hilary et Jackie d'Anand Tucker : Danny
- 1998 : Elizabeth de Shekhar Kapur : Alvaro de la Quadra
- 1998 : Vigo, histoire d'une passion de Julien Temple : Jean Vigo
- 1999 : Sunshine d'István Szabó : Gustave Sonnenschein
- 1999 : Titus de Julie Taymor : Bassianus
- 2000 : Piège fatal (Reindeer Games) de John Frankenheimer : Nick Cassidy
- 2000 : Il était une fois Jésus de Derek Hayes et Stanislav Sokolov : Thomas (voix)
- 2000 : Où le cœur nous mène (Where the Heart Is) de Matt Williams : Forney Hull
- 2002 : La Vengeance de Monte-Cristo (The Count of Monte Cristo) de Kevin Reynolds : J. F. Villefort
- 2005 : Bleu d'enfer (Into the Blue) de John Stockwell : Reyes
- 2006 : The Front Line de David Gleeson : Eddie Gilroy
- 2008 : Quid pro quo de Carlos Brooks : Père Dave
- 2009 : Everybody's Fine de Kirk Jones : Tom
- 2011 : Tron : L'Héritage (Tron: Legacy) de Joseph Kosinski : Jarvis, le lieutenant de CLU
- 2011 : De l'eau pour les éléphants (Water for Elephants) de Francis Lawrence : le tuteur de Rosie
- 2012 : Transit d'Antonio Negret : Marek
- 2013 : Lone Ranger, naissance d'un héros (The Lone Ranger) de Gore Verbinski : Barret
- 2013 : Event 15 de Matthew Thompson : Andrews
- 2015 : The Architect de Jonathan Parker : Miles Moss
- 2019 : Transfert (Against the Clock) de Mark Polish : docteur A
- 2021 : Escape Game 2 : Le monde est un piège (Escape Room: Tournament of Champions) de Adam Robitel : Henry (version longue uniquement)

### Télévision

#### Téléfilms
- 1993 : Prime suspect 3 : Jason Baldwin
- 1995 : Devil's Advocate : Docteur Vesti
- 1996 : Raspoutine : Prince Youssouppov
- 1997 : Macbeth on the Estate : Macbeth
- 1997 : The Mill on the Floss : Philip Wakem
- 2000 : Les Mille et Une Nuits (Arabian nights : Schahzenan / Harun al-Rashid)
- 2001 : Armadillo d'Howard Davies : Lorimer Black
- 2002 : Sur le chemin de la guerre : Richard Goodwin
- 2002 : Les années Tony Blair : Harvey
- 2003 : Leonardo : César Borgia
- 2004 : Spartacus : David
- 2010 : La Relique maudite (Dark Relic) : Sir Gregory

#### Séries télévisées
- 1993 : Soldier Soldier : Giles Chapma
- 1995 : The Buccaneers : Julius Folyat
- 1996 : Troubles (Strangers) : Dirk
- 1996 : Les contes de la crypte : Elliot
- 2002 : The Vice : Gordon Ellis
- 2005 : 24 heures chrono : Paul Raines
- 2005 : La Vie avant tout : Peintre de la galerie d'art
- 2005 : Empire : Brutus
- 2005 : Médium : Calley
- 2005 : Threshold : Premier Contact : Révérend Lavory
- 2006 : Invasion : Eli Szura
- 2006 : The Closer : L.A. enquêtes prioritaires : Paul Andrews
- 2007 : Numb3rs : Allister McClair
- 2007-2009 : Les Tudors : Thomas Cromwell
- 2008 : New York, section criminelle : Dean Holiday
- 2008 : Fringe : Mr Kohl
- 2009 : US Marshals : Protection de témoins : Philip Andrews / Philip Ashmore
- 2009 : Grey's Anatomy : Tom Crowley
- 2009 : Lie to Me : McClellan
- 2009 : New York, unité spéciale (saison 11, épisode 7) : Martin Gold
- 2009 : Californication : Paul Rider
- 2009-2010 : Flashforward : Gordon Myhill
- 2010 : Miami Medical : Brian
- 2010 : Leverage : John Douglas Keller
- 2010 : Les Experts (CSI: Crime Scene Investigation) : Jeffrey Hughes
- 2010 : Les Experts : Miami (CSI Miami) : Richard Ellison
- 2010 : True Blood : Franklin Mott
- 2010 : The Cape : Chess / Peter Fleming
- 2011 : Burn Notice : James Forte (saison 5, épisode 9)
- 2011 : Mentalist (The Mentalist) : Terry Murphy (saison 4, épisode 14)
- 2012 : Grimm : Eric Renard (saisons 1 et 2)
- 2013 : The White Queen : Lord Warwick, "le Faiseur de rois"
- 2013 : Sleepy Hollow : Rutledge
- 2013 : Tunnel (The Tunnel) : John Sumner
- 2014 : Reckless : Stanford Ashby
- 2014 : Intruders : Richard Shepherd
- 2015 : Agent Carter (Marvel's Agent Carter) : Leet Brannis (saison 1, épisodes 1 et 2)
- 2015 : Orphan Black : Ferdinand
- 2015 : Gotham : Theo Galavan / Azrael
- 2015 : True Detective : lieutenant Kevin Burris (saison 2)
- 2017-2019 : Star trek Discovery : Sarek
- 2018 : Hawaii 5-0 : Sebastian Wake
- 2019 : Elementary : Odin Reichenbach
- 2024 : Code Quantum : Gideon Rydge (saison 2)

## Voix françaises
En France, Jean-Pierre Michaël,,, Constantin Pappas et Pierre Tessier sont les voix françaises les plus régulières en alternance de James Frain. Bernard Gabay, l'a également doublé à trois reprises.